# Eufemia d'Aragona
Eufemia d'Aragona o di Sicilia (1330 – Lascari, 28 febbraio 1359) è stata una principessa italiana, vicaria del Regno di Sicilia dal 1354 al 1357.
Era figlia del re Pietro II di Sicilia e di Elisabetta di Carinzia.

## Biografia
Morto il padre nel 1342, ereditò la corona, a soli sette anni, suo fratello Ludovico d'Aragona. Vennero nominati nel corso degli anni vari reggenti tra cui sua madre Elisabetta. Tuttavia i conflitti tra i reggenti portarono lo stato sull'orlo della guerra civile.
Nel 1352, alla morte della madre Elisabetta, che nel frattempo era diventata reggente del Regno di Sicilia, il governo passò nelle mani di Costanza che lo resse fino al 1354. Eufemia si trovò a governare un regno colpito da lotte intestine e anche dalla piaga della peste nera che iniziò a colpire nel 1355 anche membri reali: a pochi giorni di distanza nell'ottobre del 1355 morirono sia suo fratello Ludovico sia Costanza.
Ereditò la corona di Ludovico d'Aragona, il fratello Federico IV d'Aragona. Eufemia continuò a mantenere la reggenza fino al 1357.
Come accaduto anche a Costanza, il suo impegno di governo la tenne fuori da eventuali trattative matrimoniali.
Morì nubile nel 1359, secondo la tradizione, nell'omonimo casale di Sant'Eufemia a Lascari, a quei tempi all'interno del comprensorio cefaludese, con il titolo di Signora di Gagliano. Il suo corpo venne sepolto nella Cattedrale di Cefalù.

## Ascendenza
|                            |                               |                              | Genitori              |  |  | Nonni |  |  | Bisnonni             |  |  | Trisnonni           |  |
|                            |                               |                              |                       |  |  |       |  |  | Pietro III d'Aragona |  |  | Giacomo I d'Aragona |  |
|                            |                               |                              |                       |  |  |       |  |  | Pietro III d'Aragona |  |  | Giacomo I d'Aragona |  |
|                            |                               | Iolanda d'Ungheria           |                       |  |  |       |  |  | Pietro III d'Aragona |  |  |                     |  |
| Federico III d'Aragona     |                               |                              |                       |  |  |       |  |  | Pietro III d'Aragona |  |  |                     |  |
|                            |                               | Costanza di Sicilia          | Manfredi di Sicilia   |  |  |       |  |  |                      |  |  |                     |  |
|                            |                               | Costanza di Sicilia          | Manfredi di Sicilia   |  |  |       |  |  |                      |  |  |                     |  |
|                            |                               | Costanza di Sicilia          | Beatrice di Savoia    |  |  |       |  |  |                      |  |  |                     |  |
| Pietro II di Sicilia       |                               | Costanza di Sicilia          |                       |  |  |       |  |  |                      |  |  |                     |  |
|                            |                               | Carlo II d'Angiò             | Carlo I d'Angiò       |  |  |       |  |  |                      |  |  |                     |  |
|                            |                               | Carlo II d'Angiò             | Carlo I d'Angiò       |  |  |       |  |  |                      |  |  |                     |  |
|                            |                               | Carlo II d'Angiò             | Beatrice di Provenza  |  |  |       |  |  |                      |  |  |                     |  |
| Eleonora d'Angiò           |                               | Carlo II d'Angiò             |                       |  |  |       |  |  |                      |  |  |                     |  |
|                            |                               | Maria Arpad d'Ungheria       | Stefano V d'Ungheria  |  |  |       |  |  |                      |  |  |                     |  |
|                            |                               | Maria Arpad d'Ungheria       | Stefano V d'Ungheria  |  |  |       |  |  |                      |  |  |                     |  |
|                            |                               | Maria Arpad d'Ungheria       | Elisabetta dei Cumani |  |  |       |  |  |                      |  |  |                     |  |
| Eufemia d'Aragona          |                               | Maria Arpad d'Ungheria       |                       |  |  |       |  |  |                      |  |  |                     |  |
|                            | Mainardo II di Tirolo-Gorizia | Mainardo I di Tirolo-Gorizia |                       |  |  |       |  |  |                      |  |  |                     |  |
|                            | Mainardo II di Tirolo-Gorizia | Mainardo I di Tirolo-Gorizia |                       |  |  |       |  |  |                      |  |  |                     |  |
|                            | Mainardo II di Tirolo-Gorizia | Adelaide di Tirolo           |                       |  |  |       |  |  |                      |  |  |                     |  |
| Ottone III del Tirolo      | Mainardo II di Tirolo-Gorizia |                              |                       |  |  |       |  |  |                      |  |  |                     |  |
|                            |                               | Elisabetta di Wittelsbach    | Ottone II di Baviera  |  |  |       |  |  |                      |  |  |                     |  |
|                            |                               | Elisabetta di Wittelsbach    | Ottone II di Baviera  |  |  |       |  |  |                      |  |  |                     |  |
|                            |                               | Elisabetta di Wittelsbach    | Agnese del Palatinato |  |  |       |  |  |                      |  |  |                     |  |
| Elisabetta di Carinzia     |                               | Elisabetta di Wittelsbach    |                       |  |  |       |  |  |                      |  |  |                     |  |
|                            |                               | Enrico V di Legnica          | …                     |  |  |       |  |  |                      |  |  |                     |  |
|                            |                               | Enrico V di Legnica          | …                     |  |  |       |  |  |                      |  |  |                     |  |
|                            |                               | Enrico V di Legnica          | …                     |  |  |       |  |  |                      |  |  |                     |  |
| Eufemia di Slesia-Liegnitz |                               | Enrico V di Legnica          |                       |  |  |       |  |  |                      |  |  |                     |  |
|                            |                               | Elisabetta di Kalisz         | …                     |  |  |       |  |  |                      |  |  |                     |  |
|                            |                               | Elisabetta di Kalisz         | …                     |  |  |       |  |  |                      |  |  |                     |  |
|                            |                               | Elisabetta di Kalisz         | …                     |  |  |       |  |  |                      |  |  |                     |  |
|                            |                               | Elisabetta di Kalisz         |                       |  |  |       |  |  |                      |  |  |                     |  |